# Ciudad Deportiva del Club Atlético Rosario Central
La Ciudad Deportiva Adolfo Pablo Boerio es un predio deportivo perteneciente al Club Atlético Rosario Central y situado en la ciudad de Granadero Baigorria. Inaugurada en 1967, su principal destino de uso es el fútbol.

## Construcción

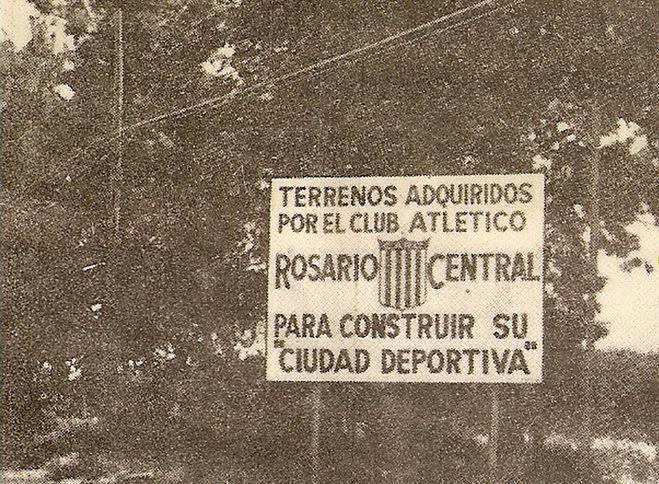
Imagen de los terrenos previo a la construcción.

La idea de llevar a cabo la creación de un predio deportivo para que el primer equipo de Rosario Central practicara y concentrara, así también sus divisiones juveniles, fue del entonces presidente del club Adolfo Boerio, conformándose en uno de los varios proyectos con los que ambicionaba posicionar a la institución entre las más importantes del fútbol argentino. En 1965 el intendente de Granadero Baigorria, lindante con la ciudad de Rosario, ordena el loteo del que se denominaría barrio Haras; Rosario Central adquirió la mitad de los terrenos, proyectando la realización de obras para deportes y recreación estimadas en 1500 millones de pesos moneda nacional. Su inauguración oficial se realizó el 5 de abril de 1967. Parte de su financiación se concretó con la creación de bonos patrimoniales, que fueron adquiridos por socios con este fin específico. El inmueble se ubica sobre la orilla del Río Paraná.

## Instalaciones

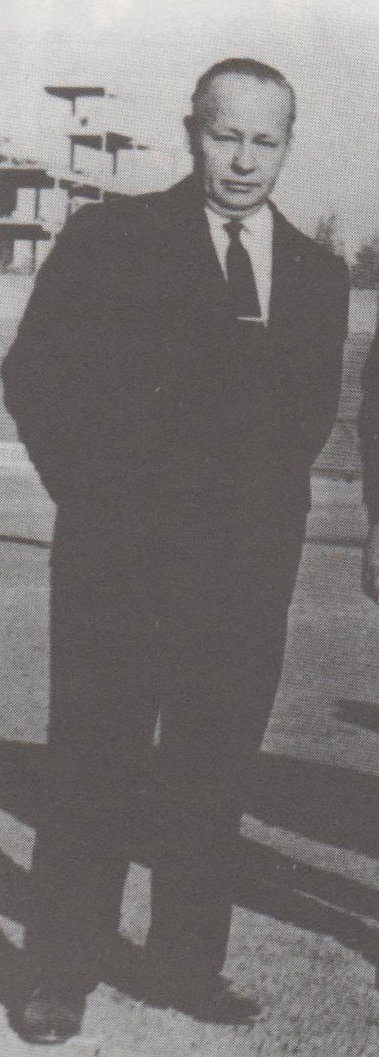
Adolfo Boerio fue quien ideó el proyecto.

El predio cuenta con un total 14 hectáreas. En el aspecto deportivo, posee seis canchas con medidas profesionales, entre la que se destaca la denominada cancha del Pozo; su nombre proviene de la escasa altura en la que se ubica, próxima al río. Otras cuatro canchas son para fútbol de siete jugadores, dos de ellas de césped artificial.
El hotel, denominado en 2015 Ángel Tulio Zof, tuvo remodelaciones entre 2014 y 2015 que lo reacondicionaron respecto a la reforma llevada a cabo en 1978. Consta de 32 habitaciones distribuidas en dos plantas, aparte de salas de estudio y juegos.
La zona recreacional cuenta con una pileta, una playa con salida al río, quinchos, espacios verdes, restaurante y tienda oficial.

### Usos
Las instalaciones deportivas del predio son destinadas desde su creación principalmente al fútbol, tanto profesional como amateur. El primer equipo canalla utilizó sus canchas para prácticas y su hotel para concentraciones hasta iniciados los años 2010, ya que tras la adquisición del predio de Arroyo Seco en 2008 se decidió traladarlo a éste, junto a la división reserva. Las categorías juveniles continúan utilizándolo para sus partidos y prácticas, quedando conformado el hotel como pensión para aquellos futbolistas provenientes de lugares alejados. También el fútbol femenino oficia de local en Ciudad Deportiva, al igual que el hockey sobre césped.
En 1978 sirvió como lugar de concentración para la Selección de fútbol de Argentina durante la segunda fase de la Copa Mundial de Fútbol, ya que disputó sus tres partidos en el Gigante de Arroyito.
La utilización de los espacios recreativos se encuentra disponible para los socios del club.

## Ubicación
El predio se aloja en la avenida Andrés Vietti 450 de la ciudad de Granadero Baigorria, lindante al norte con Rosario. Se encuentra a 7,7 km del Estadio Gigante de Arroyito, a 13,5 km de la sede social del club, sita en el centro de Rosario, y a 43,5 km de la propiedad de Arroyo Seco.

### Transporte público próximo
Las líneas de ómnibus que llegan a las cercanías de Ciudad Deportiva son 35/9 banderas verde y roja, 107 banderas negra y roja, 133 bandera negra, 142 bandera roja, 145 bandera Cabin 9.